# Önvaló
Az Önvaló szót Baktay Ervin találta ki az angol Self szó magyar megfelelőjének.
Ez 1934-re tehető, amikor lefordította Paul Brunton India titkai című könyvét. Ebben a szerző első indiai utazásait és Srí Ramana Maharsival való találkozását írja le. Baktay alapján az indiai szövegekben említett „önvaló" alatt azt kell érteni, ami tényleg egészen önmaga, csak önmagával azonos, s ugyanakkor a szó legteljesebb értelmében valóság, az átman egy másik szinonimája.
A Self szó jelentését Srí Ramana Maharsi a következőként határozta meg Ulladu Narpadu Anubandhum tamil nyelvű művében:
„Az Önvaló az, amiben a világegyetem, a valóság szünet nélkül létezni látszik, az, amiből ez megszületik, az amiben ez létezik és megszűnik. Ez Az, ami csakugyan valójában létezik. Tartsd becsben az Önvalót, ami a Szívedben lévő valóság.”
Más szóval, egy mindentől független, folyamatosan létező, mindent tartalmazó, változatlan, abszolút tudatosság.
Paul Brunton így ír az India titkai című könyvében:
Minden gondolatok közt az első, az eredendő gondolat minden ember elméjében ez: "Én".
Meditáció által lehetséges befelé hatolni, amíg az első és egyben utolsó gondolat, az "Én" fokozatosan el nem tűnik. Ekkor az egyén eljut a halhatatlan öntudathoz, és igazán bölccsé válik, mert ráébredt igazi önvalójára, amely az ember igazi mivolta.
Az "Én" érzete a személyiséghez, a testhez és az agyhoz tapad – mondja Maharsi. – Amikor az ember először ismeri fel önnön igaz valóját, akkor valami más emelkedik föl lényének mélyéről, és hatalmába ejti. Ez a valami az elme mögött lakozik: végtelen, isteni, örök.
Amíg az ember nem indul el önnön igaz valójának keresésére, kétség és bizonytalanság követi nyomon egész életén át. A legnagyobb uralkodók és államférfiak uralkodni próbálnak másokon, holott szívük mélyén tudják, hogy önmagukon sem tudnak uralkodni. Ámde a legnagyobb hatalom áll rendelkezésére annak, aki behatolt önnön valójának legmélyéig. Amikor ez bekövetkezik, az ember igazában megtalálta önmagát.
Az önvalónak van egy magasabb rendű egyénisége, személyisége azonban nincs. Az egyik ember önvalója különbözik a másikétól, de nem szeparált tőle: egy, ugyanakkor nem azonos vele. Az egyes önvalók lényegében ugyanazok, mint külön-külön. Az önvaló tudatosan isteni és univerzális természetét soha nem veszti el. Halhatatlan és a "Világ Elme" része.
A hindu irodalom megkülönbözteti az egyéni önvalót (átman) a legfelsőbb önvalótól (paramátman, brahman), a kettő az advaita védánta értelmezésében azonban azonos. A hinduizmus több irányzata alapján a boldogság egyedüli forrása az önvaló felismerése, az Isten-megvalósítás felé haladás.